# Saab 9-5
Saab 9-5 — спортивний седан, що вироблявся компанією Saab. Він прийшов на зміну моделі Saab 9000 у 1997 році. Для ринку США модель була представлена влітку 1998 року. Перше покоління 9-5 вироблялось у кузові седан та у версії універсал. Друге покоління Saab 9-5 з'явилося в 2010 році, проте в 2011 році компанія була визнана банкрутом, тому в 2012 році виробництво моделі припинили.
Існують такі покоління Saab 9-5:
- Saab 9-5 I (1997-2010)
- Saab 9-5 II (2010-2012)

## Saab 9-5 I (1997-2010)

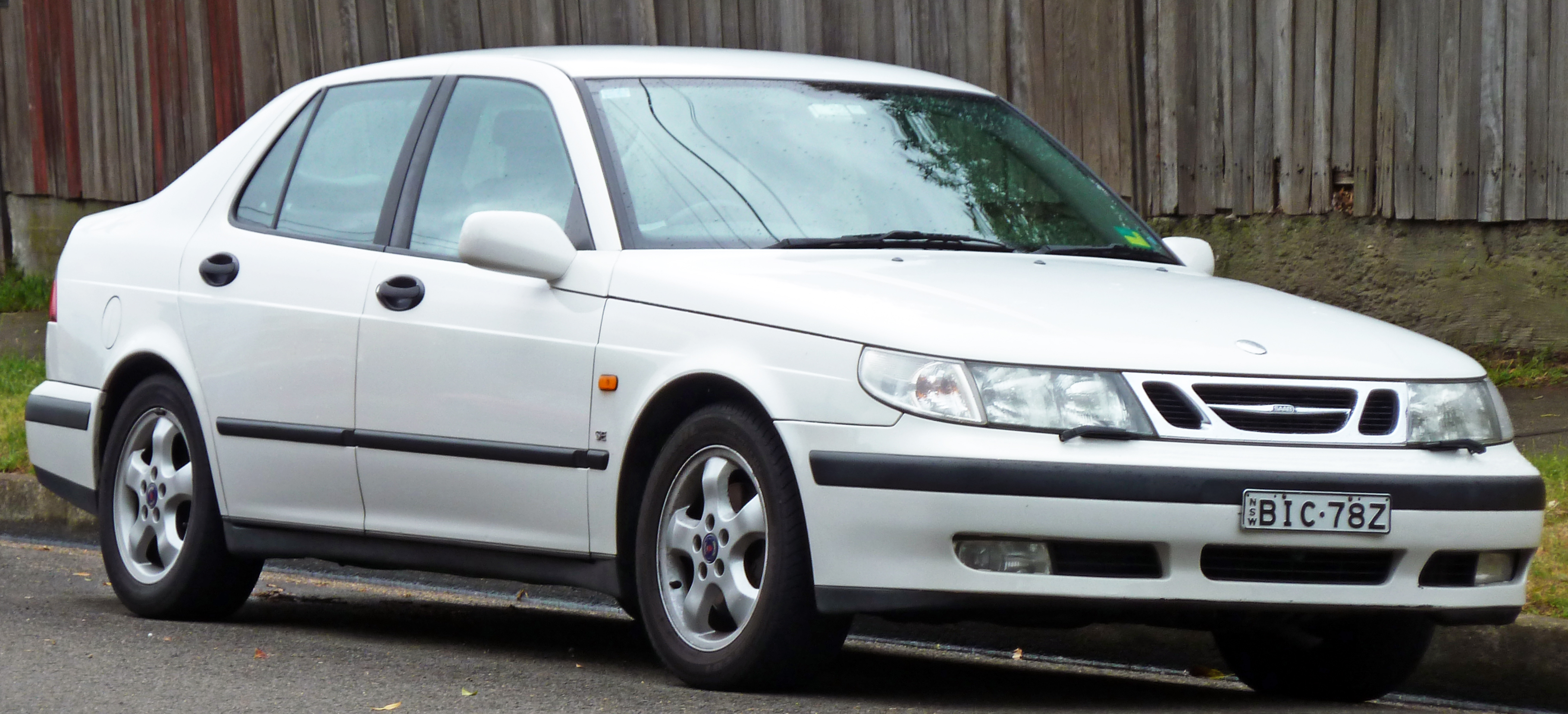
Saab 9-5 I

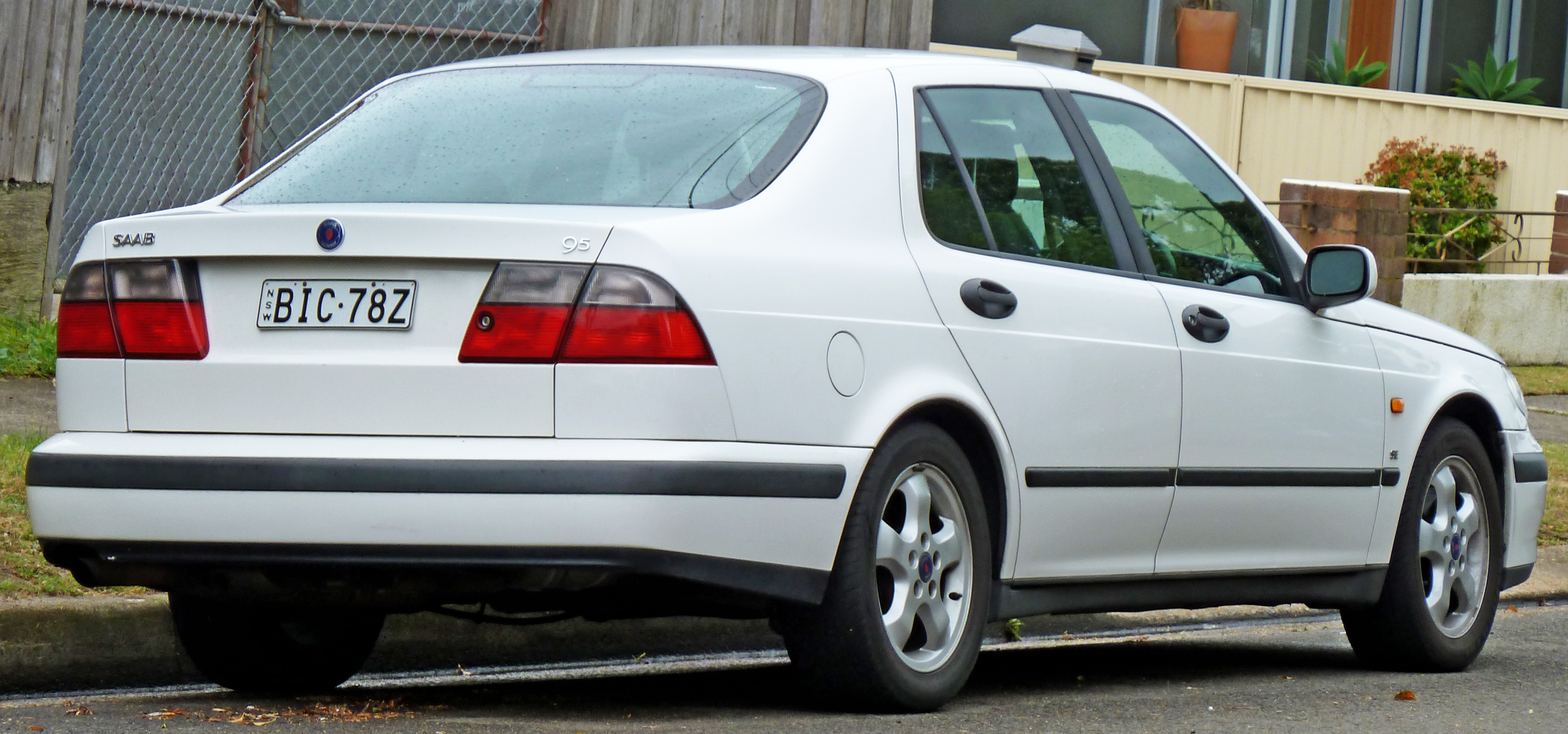
Saab 9-5 I

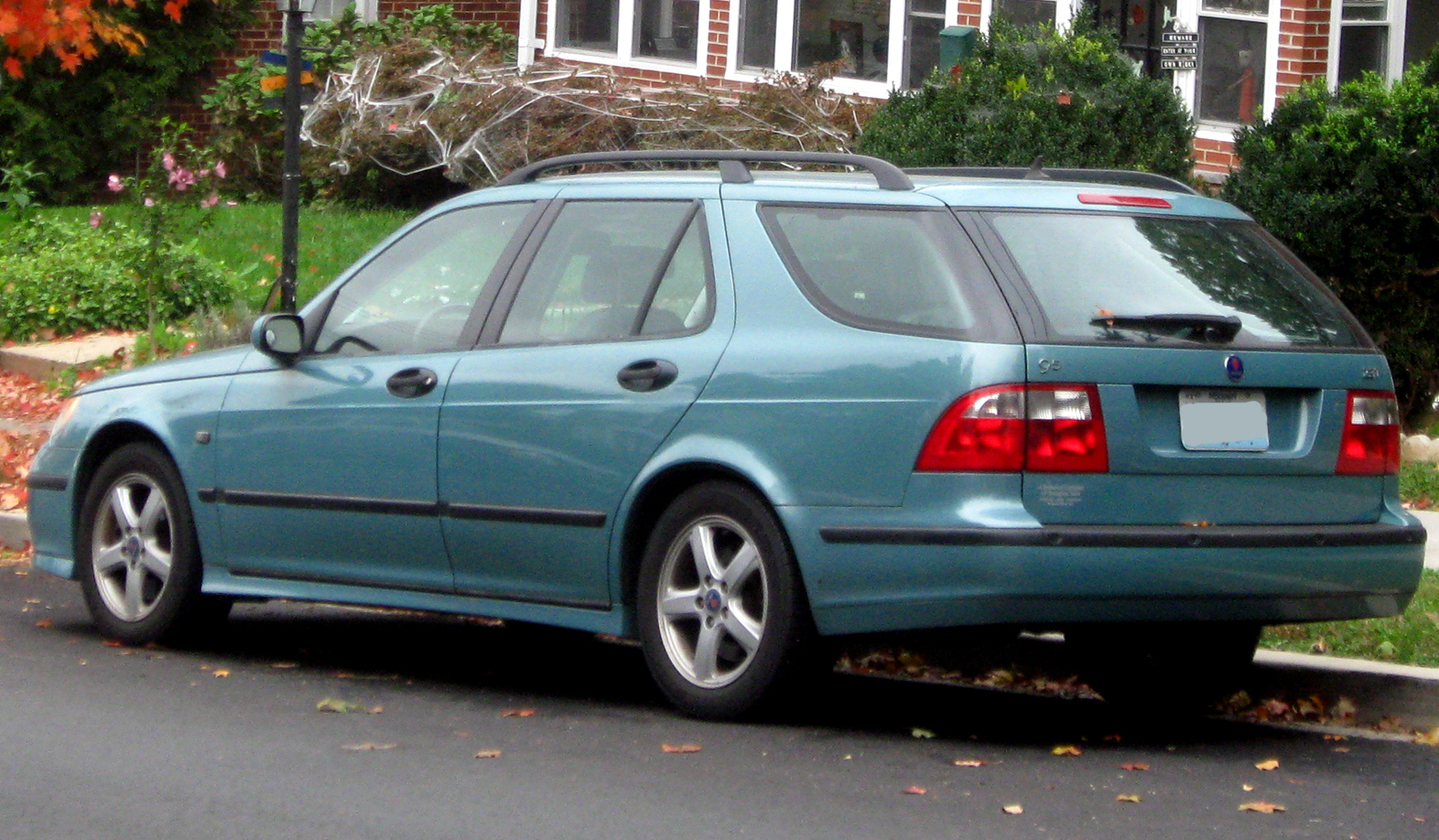
Saab 9-5 I SportCombi

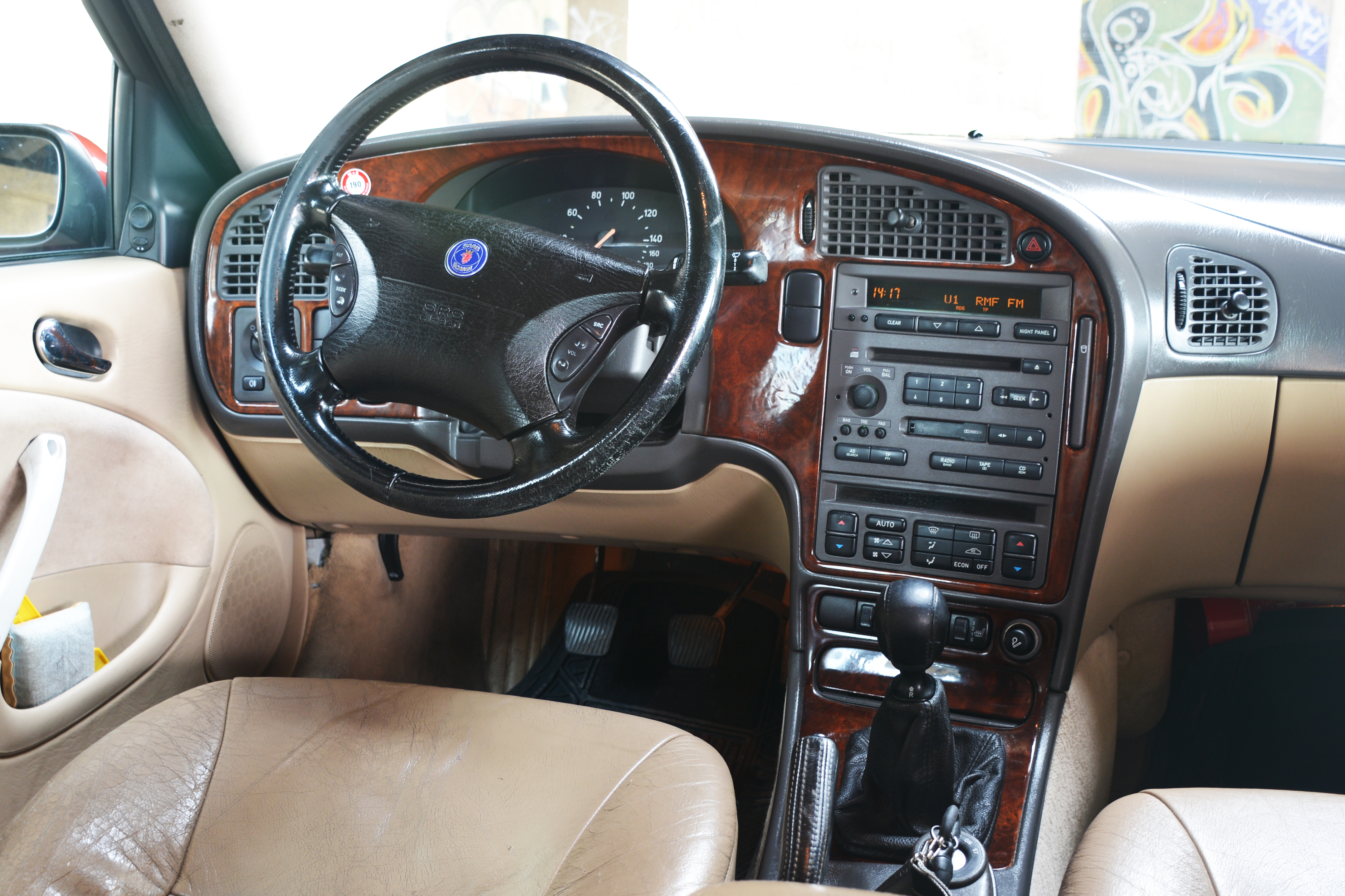
Saab 9-5 I

Перше покоління автомобіля 9-5, яке з’явилось у 1997 році, випускалось у кузові седан та універсал (SportCombi). Автомобіль збудовано на платформі GM2900 platform, що й Opel Vectra.
Saab 9-5 першого покоління піддавався рестайлінгу в 2001 і 2005 роках. Виробництво тривало до 2010 року.
Дорестайлінгова модель і модель першого рестайлінгу піддавалися випробуванням Euro NCAP.
Всього з 1997 по 2011 роки було випущено 483,593 автомобіля першого покоління.

### Двигуни
- 2.0 L B205 I4
- 2.3 L B235 I4
- 3.0 L B308 V6
- 1.9 L Fiat turbodiesel I4
- 2.2 L Opel Ecotec Y22DTH turbodiesel D223 I4
- 3.0 L Isuzu 6DE1 diesel V6

## Saab 9-5 II (2010-2012)

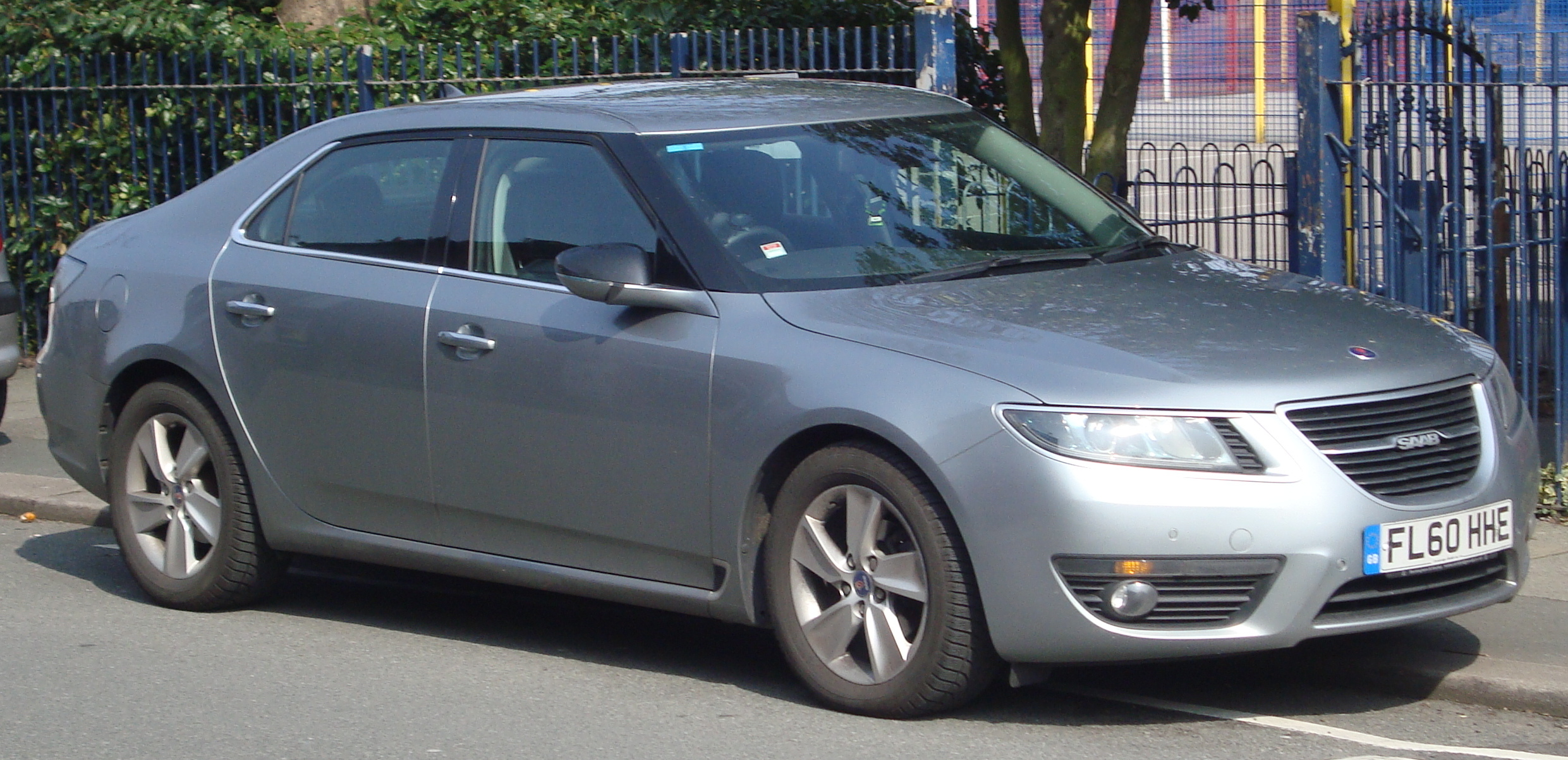
Saab 9-5 II

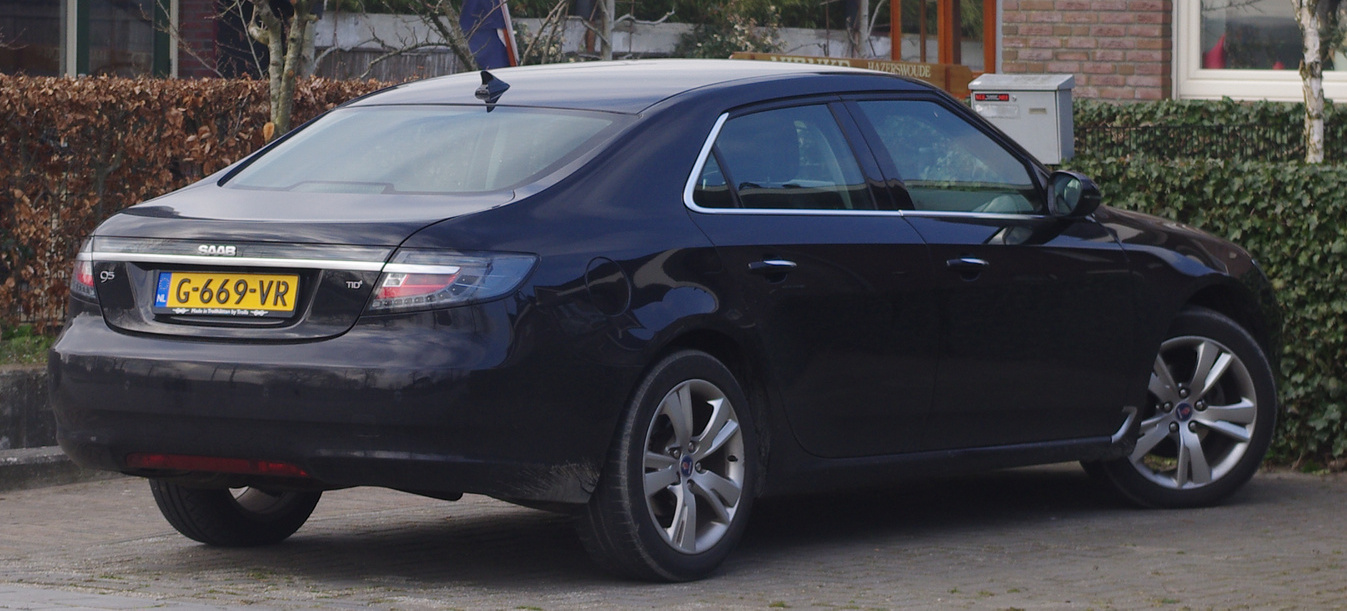
Saab 9-5 II

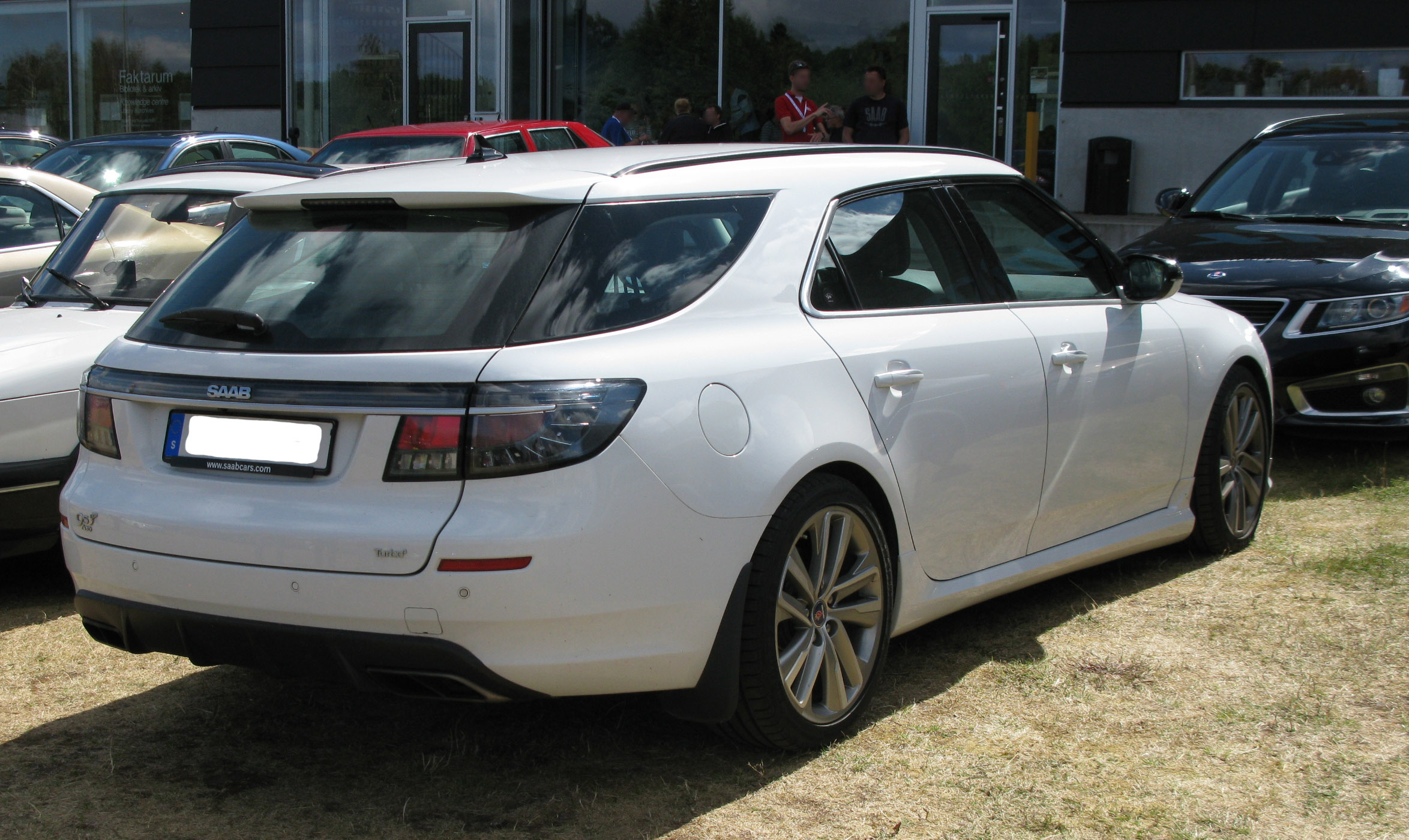
Saab 9-5 II SportCombi

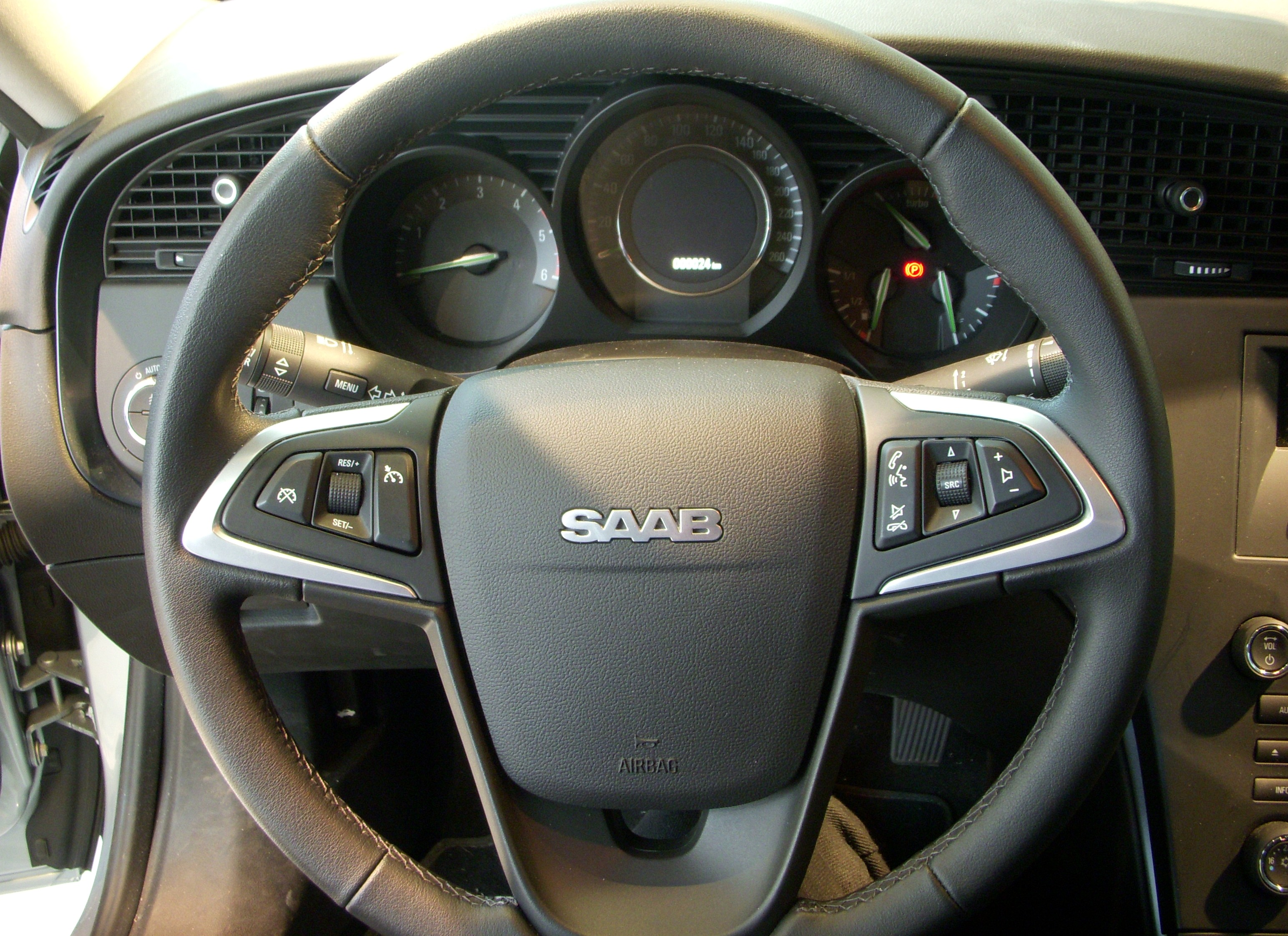
Saab 9-5 II

Друге покоління побачило світ у 2010 році. Авто збудовано на платформі GM Epsilon 2, разом з Opel Insignia першого покоління, більший Buick LaCrosse другого покоління, корейський Daewoo Alpheon, а з 2012 року Chevrolet Malibu та Cadillac XTS.
Передня підвіска Макферсон, задня підвіска незалежна, у двох варіантах, залежно від типу приводу, ззаду. Система повного приводу Adaptive 4×4 та ж, що на оновленому Saab 9-3: муфта Haldex четвертого покоління, здатна передавати назад всю тягу. Крім того, ще одна муфта блокує задній диференціал (опція).
Але у 2012 році у зв’язку з проблемами компанії виробництво припинилось.
Стандартним для 9-5 є привід на передні колеса, хоча його можна замінити системою повного приводу XWD. Пару двигунам складає шестиступнічаста механічна або автоматична коробка передач. Автомобілі 9-5 займають нішу великих, практичних транспортних засобів зі збалансованим рульовим управлінням -  водій може обрати один з трьох режимів керування: Intelligent, Sport, Comfort. Що стосується оснащення, то навіть базові моделі Linear пропонують чималий перелік стандартного обладнання, включаючи: CD стерео систему на чотири динаміка, вікна з електроприводом, двозонний клімат-контроль, функцію охолодження бардачка, 16-дюймові литі диски коліс та фіксатори дитячих крісел Isofix. Моделі вищої комплектації Vector постачаються з покращеною аудіо системою, частково шкіряною обшивкою, 17-дюймовими колесами та спеціально оздобленою приладовою панеллю. Моделі Linear Sport має: більші колеса, декілька варіантів тканинного оздоблення та сенсори паркування. Vector Sport є покращеним варіантом Vector. Моделі Aero оснащені: водійським сидінням з електроприводом та функцією підігріву передніх сидінь. У 2008 році представили модель Turbo з 17-дюймовими колесами, передніми і задніми шкіряними сидіннями з підігрівом та омивачами фар. До переліку моделей 9-5 відносяться Airflow і Vector Sport Anniversary. 
Модель також піддалася випробувань Euro NCAP.

### Двигуни
- 1.6L Ecotec turbo I4
- 2.0L Ecotec turbo I4
- 2.8L turbo V6
- 2.0L turbo diesel I4

## Виробництво і продажі
| Ринок      | 1997  | 1998  | 1999   | 2000   | 2001   | 2002   | 2003   | 2004   | 2005   | 2006   | 2007   | 2008  | 2009  | 2010  | 2011  | 2012 |
| ---------- | ----- | ----- | ------ | ------ | ------ | ------ | ------ | ------ | ------ | ------ | ------ | ----- | ----- | ----- | ----- | ---- |
| Швеція     | 2,087 | 7,967 | 14,590 | 16,142 | 14,972 | 16,279 | 15,449 | 14,475 | 11,894 | 14,494 | 10,699 | 7,248 | 2,606 | 2,420 | н/д   |      |
| Франція    | н/д   | н/д   | н/д    | н/д    | н/д    | н/д    | н/д    | н/д    | н/д    | 435    | 377    | 262   | 150   | 144   | 121   | 11   |
| Нідерланди | 205   | 1,056 | 1,224  | 1,280  | 1,222  | 1,049  | 952    | 790    | 466    | 630    | 533    | 281   | 99    | 189   | 204   | 19   |
| Росія      | н/д   | н/д   | н/д    | 135    | 144    | н/д    | 99     | 137    | 70     | 129    | 155    | 160   | 40    | 5     | н/д   | н/д  |
| Греція     | н/д   | 206   | 217    | 225    | 151    | 137    | 119    | 121    | 72     | 100    | 59     | 26    | 10    | 5     | 58    | н/д  |
| Європа     | н/д   | н/д   | н/д    | н/д    | н/д    | н/д    | н/д    | н/д    | н/д    | н/д    | н/д    | н/д   | 5,097 | 5,517 | 3,255 | 322  |